# Xian de Chaling
Le xian de Chaling (茶陵县 ; pinyin : Chálíng Xiàn) est un district administratif de la province du Hunan en Chine. Il est placé sous la juridiction de la ville-préfecture de Zhuzhou.

## Démographie
La population du district était de 587 160 habitants en 1999.